# Robert Hunter (poeta)
Robert Hunter, właśc. Robert Burns (ur. 23 czerwca 1941 w Arroyo Grande, zm. 23 września 2019 w San Rafael) – amerykański poeta i piosenkarz.
Znany z tworzenia tekstów piosenek dla zespołu Grateful Dead i współpracy z jego liderem, Jerrym Garcią. Jego pierwszym i prawdopodobnie najsłynniejszym utworem był „Dark Star”. Znaczna większość piosenek Grateful Dead powstała we współpracy Hunter-Garcia, w której pierwszy z nich tworzył teksty, a drugi – muzykę. Garcia nazwał kiedyś Huntera „członkiem zespołu, który nie wychodzi z nami na scenę”.